# روي بلاك (محامي)
روي بلاك (بالإنجليزية: Roy Black) هو محامي أمريكي، ولد في 17 فبراير 1945.

## وصلات خارجية
- روي بلاك على موقع IMDb (الإنجليزية)
- روي بلاك على موقع قاعدة بيانات الفيلم (الإنجليزية)